# Leptoneta jeanneli
Espèce
Leptoneta jeanneli est une espèce d'araignées aranéomorphes de la famille des Leptonetidae.

## Distribution
Cette espèce est endémique des Hautes-Pyrénées en Midi-Pyrénées en France. Elle se rencontre dans la grotte de Gargas à Aventignan.

## Étymologie
Cette espèce est nommée en l'honneur de René Jeannel.

## Publication originale
- Simon, 1907 : Araneae, Chernetes et Opiliones (Première série). Biospeologica. III. Archives de zoologie expérimentale et générale, sér. 4, vol. 6, no 2, p. 537-553 (texte intégral).